# Ministère de la Santé (Rwanda)
Le ministère de la Santé (anglais : Ministry of Health, MOH, kinyarwanda : Minisiteri y'Ubuzima,) est un ministère rwandais. Le ministère a son siège à Kigali.

## Liste des ministres
- 2011-2016 :  Agnes Binagwaho
- 2016-2020 : Diane Gashumba
- depuis 2020 : Daniel Ngamije